# Didoko
Didoko est une localité du sud de la Côte d'Ivoire, et appartenant au département de Divo, Région du Sud-Bandama. La localité de Didoko est un chef-lieu de commune.